# Serra de Crevillent
La Serra de Crevillent és una serralada dels sistemes bètics, amb orientació sud-oest a nord-est, situada al nord de la població del mateix nom, entre el sud de la província d'Alacant i l'est de la Regió de Múrcia. Abraça els termes municipals de Crevillent, Albatera, La Murada (Oriola), Asp, el Fondó de les Neus, el Fondó dels Frares i Favanella (Abanilla) sent La Vella el seu cim més alt amb 835 metres, dins el terme de Crevillent.
Tot i ser una única serralada, quan s'endinsa en diferents termes al de Crevillent, se'l coneix pel mateix mot de la població; així, a més de Serra de Crevillent, també hi ha la Serra d'Albatera (amb Monte Alto com el cim més alt, de 682 metres), Serra de la Murada (sent l'Agudo el pic més alt amb 725 metres) i Serra de Favanella.
Està classificada com LIC (Lloc d'Importància Comunitària) i ZEPA (Zona d'Especial Protecció per a les Aus) endins la Xarxa Natura 2000.

## Particularitats
Presenta forts pendents, i està constituïda essencialment per calcàries blanques liàsiques i juràssiques.
Les altures principals són: El Picatxo (817 m), Sant Juri (794 m), Puntal de Matamoros (792 m); els vèrtexs geodèsics de tercer ordre de Muntanya Alta (682 m), i Caminant (585 m) i el de primer ordre de Crevillent (835 m) que popularment és conegut per La Vella.
La vegetació arbòria és escassa amb alguns pins en el vessant nord. Abunda l'espart, utilitzat antigament a Crevillent per a fer estores. Les parts baixes s'han abancalat on es conreaven garrofers, ametllers i alguns fruiters. En el segle xix fou el centre de les corregudes del bandoler Jaume el Barbut.